# Branchamphinome islandica
Branchamphinome islandica är en ringmaskart som beskrevs av Detinova 1986. Branchamphinome islandica ingår i släktet Branchamphinome och familjen Amphinomidae. Inga underarter finns listade i Catalogue of Life.